# Zaštićeni geološko paleontološki rezervat Crnika
Crnika je zaštićeni posebni rezervat geološko paleontološki na otoku Pagu. Nalazi se u blizini značajnog krajobraza i posebnog rezervata šumske vegetacije Dubrava – Hanzine. Na ovom su predjelu pronađene dvadeset milijuna godina stare miocenske naslage. Plaža Crnika je također bogato paleontološko nalazište te je i ona predložena za zaštitu.
Crnika je istraživana u nekoliko navrata. Prvi je put istraživana još u 19. stoljeću. Razlog istraživanja bilo je traženje pogodnih nalazišta za eksploataciju ugljena. Austrijski inženjeri naišli su na kopanju ugljena kod Kolana zanimljive fosilne ostatke u ugljenu i u slojevima iznad i ispod njega. Pronašli su ostatke školjkaša, puževa, bilja, listova. Austrijski paleontolozi otkrili su značenje, ali nalazištu se nije dalje posvećivalo pažnju jer teren nije bio pogodna za eksploatiranje ugljena. Crnika je opet istraživana od 1988. do 1990. godine u okviru naftnogeoloških istraživanja. Hrvatski su geolozi pronađene fosile odnijeli u muzej. Ustvrdilo se da se radi o miocenskim naslagama. Geolozi su donijeli internu odluku o nastavku istraživanja a Crniku uvrstiti u projekt o istraživanju miocenskih naslaga općenito u Hrvatskoj. 
Istraživanja u svrhu zaštite konačno su započeta 2001. godine i pronađeni su brojni fosili iz razdoblja miocena, stari oko 18 milijuna godina. Procedura je nakon stručnog obrazloženja za zaštitu završena 2008. kad je dana stručna podloga za zaštitu. 
Geokemijski proces koji se događao na plaži u kojem su se stvarane naslage sadržavao je ljušturice školjaka i njihove kalupe. Od tih kongerija nastali su čitavi slojevi. Debljine su oko trideset centimetara. Nalazište ne završava Crnkom, nego se pruža prema kopnenom dijelu. Nalazi koji su najstariji u smjeru su Paga. Slojevi naslaga padaju prema sjeverozapadu.
Crnika je važna jer samo na njoj ima tragova miocenske starosti. Prijelaz je između pradavnih jezera s kontinenta i prostora prema Apeninskom poluotoku. Pretpostavlja se da je prostor do Dugog otoka u miocenu bio morski prostor, jedno drevno jezero koje je najvjerojatnije s morem bilo povezano rukavcima. Zbog toga se u njemu miješala morska i slatka voda. Nalazi ugljena potvrđuju tezu o bujnoj vegetaciji. Zbog močvare, stajaće vode koja je tu bila, bili su anoksični uvjeti. Pali biljni materijal sačuvao se, vremenom su ga prekrili drugi materijali kao lapor te se drvena masa pretvorila u ugljen.
U miocenskim naslagama nađeni su tragovi vulkanskog pepela. 